# 囊果薹草
囊果薹草（学名：Carex physodes）是莎草科薹草属的植物。分布在俄罗斯以及中国大陆的新疆等地，生长于海拔540米的地区，多生长在路旁砂土上，目前尚未由人工引种栽培。